# Fiatal Leányok Regénytára
A Fiatal Leányok Regénytára egy 19. század végi – 20. század eleji magyar ifjúsági szépirodalmi könyvsorozat volt, amely az Athenaeum Irod. és Nyomdai R. T. gondozásában Budapesten jelent meg az 1890-es évek és az 1920-as évek között. Kötetei többek között a következők voltak:
- Ambrozovics Meszlényi Ilona: Hajnalka, 1898
- Gyarmathy Zsigáné: Három leány története, 1906
- Gaál Mózes: A legkisebb leány, 1921
- B. Büttner Lina: Az Úrmándyak kincse, é. n.
- Andor József: Két szív, é. n.
- Szabóné-Nogáll Janka: Pipiske, é. n.